# Noëlie Paredes
Pour les articles homonymes, voir Paredes.
Noëlie Paredes, née le 21 mai 1998 en Espagne est une joueuse internationale française de rink hockey.

## Parcours
En 2016, elle est sélectionnée dans l'équipe catalane. 
Lors de l'euro 2018, elle dispute les six matchs de l'équipe de France. Elle marque en tout trois buts, mais rate une occasion sur un tir au but. 
En 2019, elle participe au championnat du monde en Espagne. 